# Tendance (mode)
Dans la mode, une tendance est un phénomène observé sur un groupe particulier, groupe qui fait partie d'un autre groupe plus important. Souvent abordée sous l'angle des statistiques, une tendance est surtout très utilisée pour orienter la production de biens et services.
Dans le cas d'un produit industriel grand public par exemple, la seule qualité de fabrication n'est plus suffisante pour garantir une réussite commerciale : son aspect physique, les couleurs proposées doivent aujourd'hui respecter les goûts des différents segments de la clientèle, goûts qui varient en fonction de la mode de l'époque.